# Hemidoras
Hemidoras är ett släkte av fiskar. Hemidoras ingår i familjen Doradidae.
Kladogram enligt Catalogue of Life:
| Hemidoras | \| \| Hemidoras morrisi \| \| \| \| \| \| Hemidoras stenopeltis \| \| \| \| |
|           | \| \| Hemidoras morrisi \| \| \| \| \| \| Hemidoras stenopeltis \| \| \| \| |
|           | Hemidoras morrisi                                                           |
|           |                                                                             |
|           | Hemidoras stenopeltis                                                       |
|           |                                                                             |